# Velký Jenisej
Velký Jenisej (rusky Большой Енисей, tuvinsky Бий-Хем) je řeka v Tuvinské republice v Rusku. Je 605 km dlouhá. Povodí má rozlohu 56 800 km².

## Průběh toku
Odtéká z jezera Kara-Balyk v Sajanech pod vrcholem Munku-Sasan (3164 m) a teče převážně v severovýchodní části Tuvy. U města Kyzyl se slévá s Malým Jenisejem a vytváří Horní Jenisej (tuvinsky Улуг-Хем), jehož je tak pravou zdrojnicí.

### Přítoky
Hlavní přítoky jsou zprava Toora-Chem (vytékající z jezera Azas), Chamsara a Systyg-Chem.

## Vodní režim
Průměrný průtok nad soutokem s řekou Chamsarou u vesnice Toora-Chem činí 220 m³/s a nad soutokem s Malým Jenisejem 625 m³/s.